# The Law of Ueki
The Law of Ueki (jap. うえきの法則, Ueki no Hōsoku) ist eine Manga-Serie von Tsubasa Fukuchi.
Sie erschien von 2001 bis 2004 in circa 2300 Seiten und richtet sich vorwiegend an Jungen im Grund- und Mittelschulalter, lässt sich also der Shōnen-Gattung zuordnen. Dem Manga, der in mehrere Sprachen übersetzt wurde, folgten eine Anime-Fernsehserie und eine zweite Manga-Serie.

## Handlung
Die Mittelschülerin Ai Mori findet eines Tages heraus, dass ihr Klassenkameraden und Mädchenschwarm der Klasse Kōsuke Ueki (植木 耕助) übernatürliche Fähigkeiten hat und Bäume aus Abfällen wachsen lassen kann. Als sie ihm mit ihrem Lehrer Kobayashi folgt, stellt sich bald heraus, dass auch dieser solche Fähigkeiten hat, sie Kōsuke übertrug und ihn nun ermahnt, da er mit den Bäumen anderen Menschen Schaden zugefügt hat. Als Strafe dafür verliert er seine Anziehungskraft auf die Mädchen.
Kobayashi ist einer von hundert Kandidaten, die die Chance haben, Gott zu werden. Er hat Ueki auserwählt, ihn im sogenannten Battle Game zu vertreten, dem Kampf um die Nachfolge Gottes. Die Schützlinge der Gotteskandidaten erhalten die Gabe der Leere, durch die man jede erdenkliche Gabe kreieren kann. Im Gegensatz zu seinen Kontrahenten, anderen Mittelschülern, die ebenfalls mit besonderen Kräften ausgestattet wurden, kämpft Kōsuke für Gerechtigkeit und setzt seine Begabungen aufs Spiel, um Unschuldige zu beschützen.

## Veröffentlichungen
The Law of Ueki erschien in Japan von Juli 2001 bis Oktober 2004 in Einzelkapiteln im Manga-Magazin Shōnen Sunday. Der Shōgakukan-Verlag brachte diese Einzelkapitel auch in 16 Sammelbänden heraus.
Der Manga wurde ins Englische, Deutsche, Französische und Indonesische übersetzt. In Deutschland erschien der Manga zunächst in Einzelkapiteln im Manga Twister-Magazin, bis dieses im Oktober 2006 eingestellt wurde. Egmont Manga & Anime publizierte ab Juli 2006 die Sammelbände in deutscher Sprache. Nach drei Bänden wurde die Veröffentlichung wegen schlechter Verkaufszahlen eingestellt.
Seit April 2005, als die Anime-Fernsehserie erstmals ausgestrahlt wurde, zeichnet Tsubasa Fukuchi an einer Nachfolge-Manga-Serie zu The Law of Ueki. The Law of Ueki Plus (うえきの法則+) erscheint ebenfalls im Shōnen Sunday, fünf Sammelbände sind in Japan bislang erhältlich.

## Anime-Verfilmung
Das Studio DEEN produzierte eine Anime-Serie für das Fernsehen auf Basis des Mangas. Unter der Regie von Hiroshi Watanabe und mit Charakterdesigns von Shinobu Tagashira entstanden 51 Episoden. Der künstlerische Leiter war Eiji Iwase. Diese wurden vom 4. April 2005 bis zum 27. März 2006 auf dem japanischen Fernsehsender TV Tokyo erstausgestrahlt.
Die Zeichentrickserie war auch im spanischen und im philippinischen Fernsehen zu sehen und erschien in den Vereinigten Staaten, mit englischer Synchronisation, auf DVD.

### Synchronisation
| Rolle          | japanischer Sprecher (Seiyū) |
| -------------- | ---------------------------- |
| Kōsuke Ueki    | Romi Park                    |
| Ai Mori        | Tomoko Kawakami              |
| Hideyoshi Soya | Kappei Yamaguchi             |
| Kobayashi      | Katsuji Mori                 |
| Seiichiro Sano | Soichro Hoshi                |
| Rinko Jerrad   | Mamiko Noto                  |
| Tenko          | Chiwa Saitō                  |
| Robert Haydn   | Mitsuki Saiga                |
| God            | Jurota Kosugi                |
| Anon           | Jun Fukuyama                 |

### Musik
Die Musik zur Serie komponierte Akifumi Tada. Für die Vorspanne verwendete man die Lieder Falco von Hitomi Shimatani und No Regret und Kumi Koda. Die Abspanntitel sind folgende:
- こころの惑星～Little planets～ von Aiko Kayo
- Earthship ～宇宙船地球号～ von SweetS
- Kono machi de wa dare mo ga mina jibun igai no nani ka ni naritagaru von The Ivory Brothers
- Bokutachi Ni Aru Mono von Romi Park
- True Blue von Hitomi Shimatani